# Land Invest Group
Land Invest Group N.V. is een vastgoedonderneming die vooral actief is in Antwerpen met een aantal grote projecten voor stadsvernieuwing. Het bedrijf staat sedert 2 december 2010 genoteerd als naamloze vennootschap.  De Groep, die ook projectontwikkelaar Immpact omvat, is tevens financieel partner van het pensioenfonds Ogeo Fund, en hoofdsponsor van de Belgische voetbalclub KFCO Beerschot Wilrijk. 

## Stadsprojecten
Antwerpse projecten van de Groep zijn onder meer:
- de Lins Tower, appartementen met studentenhuisvesting aan de ingang van de Waaslandtunnel (Tunnelplaats)
- Westkaai-Kattendijkdok, een project met zes woontorens in het Eilandje
- Markgravelei-Lokkaardstraat: een project met nieuwbouwappartementen
- De Slachthuissite, en de omliggende sites Lobroekdok en Noordschippersdok krijgen een nieuwe bestemming, met woningen, winkels en werkgelegenheid.

Buiten Antwerpen was de Groep ook actief in bouwprojecten:
- De Oude Kaars in Wijnegem, vijf woonblokken in een gemeenschappelijk park
- De Watermolen in Diegem, een compacte stadsuitbreiding met 17 appartementen, 25 duplexen en 5 winkels
- Een verspreid woonproject in Bree
- Les Rives te Anderlecht
- Magondeaux in Jambes, een ontwikkelingsproject op de site van de voormalige acetyleenfabriek Magondeaux
- Cointe, een appartementenproject op het domein Bois d’Avroy, in de wijk Cointe te Luik

## Financiële structuur
Begin december 2017 werd duidelijk dat Land Invest met zijn oorspronkelijke eigenaars, Erik Van der Paal en Marc Schaling, door een tekort aan liquide middelen verplicht was activa af te stoten. Twee prestigieuze projecten, de Slachthuissite en de Lins Tower werden alvast in de etalage gezet, en zouden verkocht worden aan Triple Living, een joint venture van de Antwerpse vastgoedbaron Dirk Cavens en de familie Paeleman.
Land Invest Group kampt met een forse schuldenlast, als gevolg van obligatieleningen, verstrekt door Ogeo Fund, het vijfde grootste pensioenfonds van België. Ogeo staat onder druk van de Autoriteit voor Financiële Diensten en Markten (FSMA) om zijn financiering aan Land Invest zo snel mogelijk af te bouwen. Op 26 januari 2018 raakte een akkoord bekend waarmee Triple Living de helft van Land Invest verwerft, de andere helft blijft in handen van pensioenfonds Ogeo.
Bij concrete projecten zoals de Slachthuissite is ook het stadsbestuur betrokken, via  AG Vespa, het Autonoom Gemeentebedrijf voor Vastgoedbeheer en Stadsprojecten Antwerpen.

## Politiek
Land Invest kwam in het nieuws naar aanleiding van een filmpje op nieuwswebsite Apache.be, dat verschillende N-VA-leden van het Antwerpse stadsbestuur toonde op een verjaardagsfeestje van toenmalige Land Invest topman Erik Van der Paal in restaurant 't Fornuis. Een klacht van Land Invest Group tegen Apache vanwege de filmpjes werd door het Antwerpse gerecht in januari 2021 afgewezen. Omdat de stad grote ontwikkelingsprojecten lopen had met Land Invest Group, stelde de oppositie (sp.a en Groen) dat hier sprake was van ongeoorloofde belangenvermenging. Op 12 januari 2018 verwierp het Antwerpse Integriteitsbureau een klacht in die zin.. Eind november 2018 onthulde Le Vif/L'Express met Land Invest Gate dat Van der Paal en zijn Nederlandse zakenpartner Marc Schaling zich zes jaar lang met miljoenen hebben verrijkt via Ogeo Fund, het Luikse pensioenfonds van Publifin.